# Mr. és Mrs. Clark és Percy
A Mr. és Mrs. Clark és Percy (Mr and Mrs Clark and Percy) című festmény David Hockney brit képzőművész alkotása, a Tate gyűjteményének része.

## Keletkezése
A festmény része annak a kettős portrésorozatnak, amelyet Hockney 1968-ban indított. Korábban is készített ilyen jellegű képeket, akkor még képzeletbeli párokról, például az 1963-as Első házasságot. A későbbi képeken barátait örökítette meg otthoni környezetükben, stílusa egyszerre realisztikus és egyszerűsített. Hockney fényképek és saját megfigyelései alapján dolgozott. Figurái egyike általában a másik alakra nézett, aki viszont kinézett a képből, egyenesen a szemlélőre. A Mr. és Mrs. Clark és Percy esetében szakított ezzel a kompozícióval, ugyanis mindkét alak a kép szemlélőjét nézi, aki mintegy a pillantásuk tengelyében áll, egyfajta harmadik szereplőként a kapcsolatban.
A festmény szereplője Ossie Clark divat- és felesége, Celia Birtwell szövettervező. Percy a macskájuk, aki mereven ül a férfi térdén, háttal a szemlélőnek, és a kitárt ablakon bámul kifelé. Ossie Clark és Celia Birtwell 1961-ben ismerkedett meg Hockneyvel Manchesterben. Hockney és Ossie Clark később együtt tanult a londoni művészeti egyetemen, a Royal College of Arton. A pár 1969-ben házasodott össze, az esküvőn Hockney volt a vőfély.
A művész Notting Hill Gate-i házuk hálószobájában ábrázolja modelljeit, mivel megtetszett neki a helyiséget elárasztó fény. A munkát 1969-ben rajzok és fényképek készítésével kezdte, a vásznon 1970 tavaszán kezdett el dolgozni, a munkát 1971 elején fejezte be. Később azt mondta a képről, hogy a két ember jelenlétét akarta ábrázolni, és minden technikai problémát az a fő szándékom okozott, hogy e két ember kapcsolatát fessem meg. Az egyik ilyen gond az volt, hogy a figurákat világos ablak előtt helyezte el, vagyis contre-jour (ellenfényben) jelennek meg. Nehéz volt megtalálnia az egyensúlyt a szikrázó napfény és a relatíve árnyékos szobabelső között.
Mivel a vászon túl nagy volt, 213,4 × 305,1 centiméteres, ezért a művész a műtermében festette meg a képet, ahol a Clarkék lakását jellemző fényviszonyokat teremtett. A kép előterében látható liliomokat valódi virágok után festette. A házaspár több alkalommal állt modellt neki, Ossie Clark fejét tizenkét alkalommal festette át, mire megszületett a neki tetsző változat. 2017-ben Celia Birtwell egy interjúban azt mondta, hogy a művész nem tudta megfesteni férje lábfejét, ezért a bolyhos szőnyeg jól jött a végén.
A liliom jelenléte a szobában szimbolikusan is értelmezhető, mivel hagyományosan az angyali üdvözlet és a tisztaság jelképe. Az Ossie Clark térdén ülő macska értelmezhető a szabadosság  jelképeként, így jelezheti, hogy a férfi a saját kedve szerint éli életét. A festmény emlékeztet az Arnolfini házaspár című képre, ahol a pár mellett egy kutya jelzi a hűséget. Hockney egy alkalommal azt mondta, hogy képe ellentétes az esküvői képek hagyományos beállításával, hiszen a férfi ül, miközben a nő áll.